# Kemekho Cissokho
 (juin 2016).
Si vous disposez d'ouvrages ou d'articles de référence ou si vous connaissez des sites web de qualité traitant du thème abordé ici, merci de compléter l'article en donnant les références utiles à sa vérifiabilité et en les liant à la section « Notes et références ».
Kemokho Cissokho est un footballeur sénégalais né le 7 janvier 1990 à Dakar. Il évolue au poste de défenseur central avec le club tunisien de l'Étoile sportive de Métlaoui .

## Carrière
- 2009-2011 : FC Nantes ( France)
- 2011-2015 : Al-Fateh ( Arabie saoudite)
- 2015-2018 : Étoile sportive de Métlaoui ( Tunisie)
- 2018-2019 : US Ben Guerdane ( Tunisie)
- 2019-2020 : Al-Fateh ( Arabie saoudite)

## Palmarès
- Vainqueur de la Supercoupe d'Arabie saoudite en 2013 avec Al-Fateh